# Мокра Сторона
Мокра Сторона (пол. Mokra Strona) — колишнє село на Закерзонні, тепер — південно-західна частина міста Переворськ, розташованого у Переворському повіті Підкарпатського воєводства, Польща.

## Історія
Село згадується в податкових реєстрах Перемишльської землі Руського воєводства в 1515 (наявні 19 ланів ріллі та млин) та 1589, 1628, 1651, 1658 рр. (в яких засвідчуються 17 ланів ріллі). В 1674 р. в селі було 65 будинків.
У 1831 р. в селі було 15 греко-католиків, які належали до парохії Миротин Каньчуцького деканату Перемишльської єпархії. На той час унаслідок півтисячоліття латинізації та полонізації українці лівобережного Надсяння опинилися в меншості. Востаннє в Шематизмах Мокра Сторона згадується в 1849 р. та фіксується 10 греко-католиків, починаючи з 1868 р. село не входить до парохії.
Відповідно до «Географічного словника Королівства Польського» в 1881 р. Мокра Сторона знаходилася в Ланцутському повіті Королівства Галичини і Володимирії, було 197 будинків і 637 мешканців — римо-католиків.
26 березня 1934 р. розпорядженням міністра внутрішніх справ Польщі село ліквідовано, а його територія приєднана до міста Переворська.